# Baeacris talamancensis
Baeacris talamancensis är en insektsart som beskrevs av David M. Rowell och Frédéric Carbonell 1977. Baeacris talamancensis ingår i släktet Baeacris och familjen gräshoppor. Inga underarter finns listade i Catalogue of Life.